# Lago Isa

O Lago Isa é um lago do Parque Nacional de Yellowstone, no estado do Wyoming. O lago fica sobre a divisória continental no passo Craig e foi descoberto em 1891 por Hiram M. Chittenden, que explorava as melhores alternativas para um caminho entre as bacias dos geisers Old Faithful e West Thumb. Chittenden deu ao lago o nome de Isabel Jelke, por razões desconhecidas.

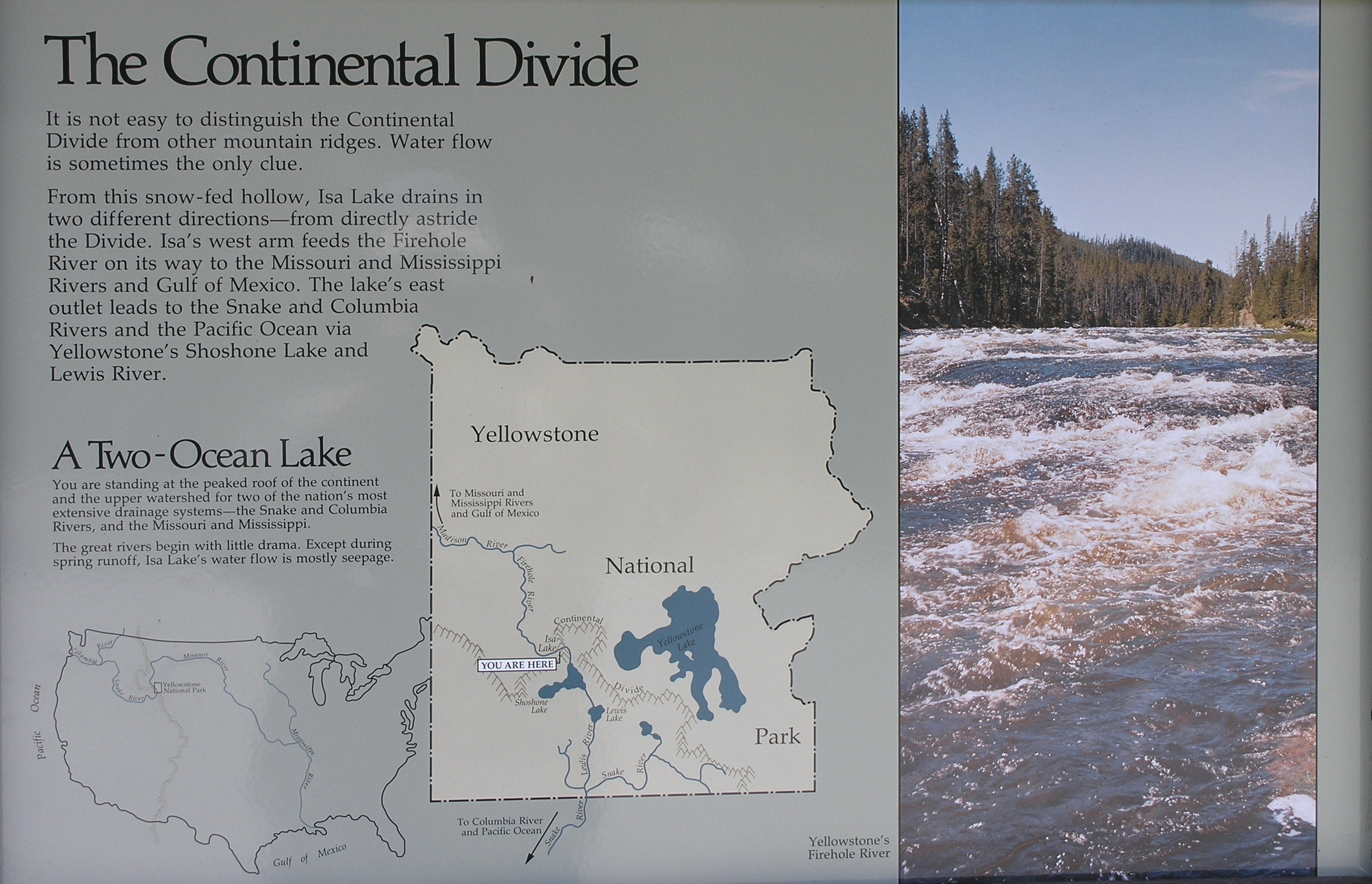
Mapa da divisória continental das Américas no lago Isa

Supõe-se que o lago Isa seja o único no mundo que drena para dois oceanos diferentes com a característica de as saídas das águas estarem nas orientações opostas às desses oceanos. O lado oriental do lago drena através do rio Lewis (afluente do rio Snake) para o oceano Pacífico e o lado ocidental drena pelo rio Firehole (afluente do rio Madison, por sua vez afluente do rio Missouri) para o oceano Atlântico.  Isto é o oposto do esperado, pois o oceano Atlântico está a leste do lago, e o oceano Pacífico a oeste.
É fácil visitar o lago, pois fica junto à estada que liga os geisers Old Faithful e West Thumb.
| {{{caption}}}  |
| Lago Isa, 1921 |

| {{{caption}}}                      |
| Lago Isa na estrada do passo Craig |

| {{{caption}}} |
| Lago Isa      |